# Cosmariospora bizzozeriana
Cosmariospora bizzozeriana är en svampart som beskrevs av Sacc. 1880. Cosmariospora bizzozeriana ingår i släktet Cosmariospora, divisionen sporsäcksvampar och riket svampar.   Inga underarter finns listade i Catalogue of Life.